# Roccamena
Roccamena település Olaszországban, Szicília régióban, Palermo megyében. Lakosainak száma 1339 fő (2023. január 1.). Roccamena Bisacquino, Contessa Entellina, Corleone és Monreale községekkel határos.

## Népesség
A település lakossága az elmúlt években az alábbi módon változott:
| Lakosok száma | 1493 | 1479 | 1339 |
|               | 2017 | 2018 | 2023 |